# 메탈리카
메탈리카(Metallica)는 덴마크에서 미국으로 이민한 드러머 라스 울리히(Lars Ulrich)를 주축으로 미국 로스앤젤레스에서 1981년 결성된 스래시 메탈, 헤비 메탈 밴드이다.
메가데스, 슬레이어, 앤스랙스와 더불어 스래시 메탈계의 4대 거장에 손꼽히고 있으며 가장 대중적으로 성공한 밴드로 평가받고 있다. 현재까지 정규 앨범 10장과 더불어 미국 그래미 어워드를 8번 수상했고, 로큰롤 명예의 전당에 헌액되었으며, 약 1억 3천만 장 이상의 음반판매고를 기록하였다. 2003년에는 'MTV Icon'에 선정되어 출연하였으며, 대한민국에서는 1998년 4월 24일, 25일, 2006년 8월 15일, 2013년 8월 18일, 2017년 1월 11일에 공연을 한 바가 있다.

## 역사

#### 초창기 시절 (1981 - 1983)

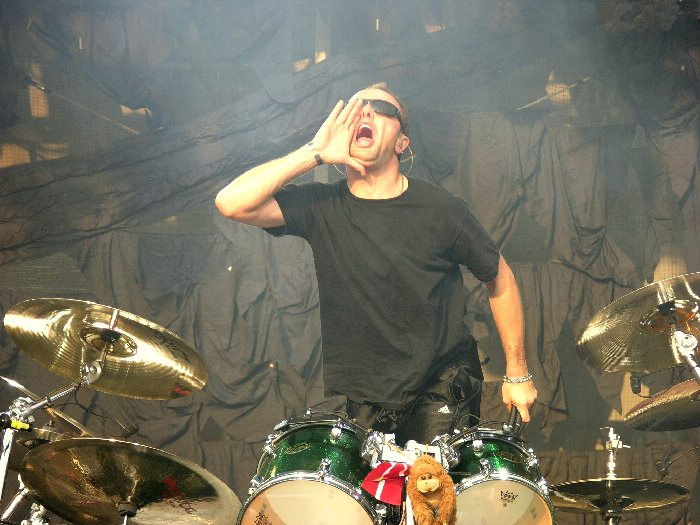
2004년의 라스 울리히

메탈리카는 1981년 캘리포니아주 로스앤젤레스에서 결성되었다. 드러머 라스 울리히는 유년시절 테니스 선수였다. 1973년 울리히의 아버지 친구가 코펜하겐 주 경기장에서 열리는 딥 퍼플 콘서트에 가지 못하게 되자 10살인 울리히와 함께 대신 공연에 가게 되었고, 리치 블랙모어의 퍼포먼스에 매혹적으로 빠지게 되어 후에 밴드를 만들어 앨범을 내야겠다는 결심을 하게 되었다. 1981년 울리히의 가족들이 캘리포니아주에 이주하게 되었고, 울리히는 밴드를 만들기 위해 《The Recycler》라는 신문에 ‘한 드러머가 Tygers of Pan Tang, 다이아몬드 헤드, 아이언 메이든 같은 연주를 할 메탈 뮤지션을 구함.’이라는 문구의 구인광고를 냈고, 밴드 Leather Charm의 제임스 헷필드와 Hugh Tanner가 회신을 했다. 아직 밴드가 완전히 갖춰지지 않은 채 울리히는 Metal Blade Records 레이블에 찾아가 음반 제작을 문의했고, 레이블 사장인 Brian Slagel이 레이블이 준비 중이던 컴필레이션 앨범인 《Metal Massacre》에 들어갈 수록곡 레코딩을 승낙하자 울리히는 헷필드를 기타와 보컬로 정식 영입했다. 1981년 8월에 밴드는 공식적으로 결성되었고, 5개월 후 울리히와 헷필드는 처음으로 만나게 된다.

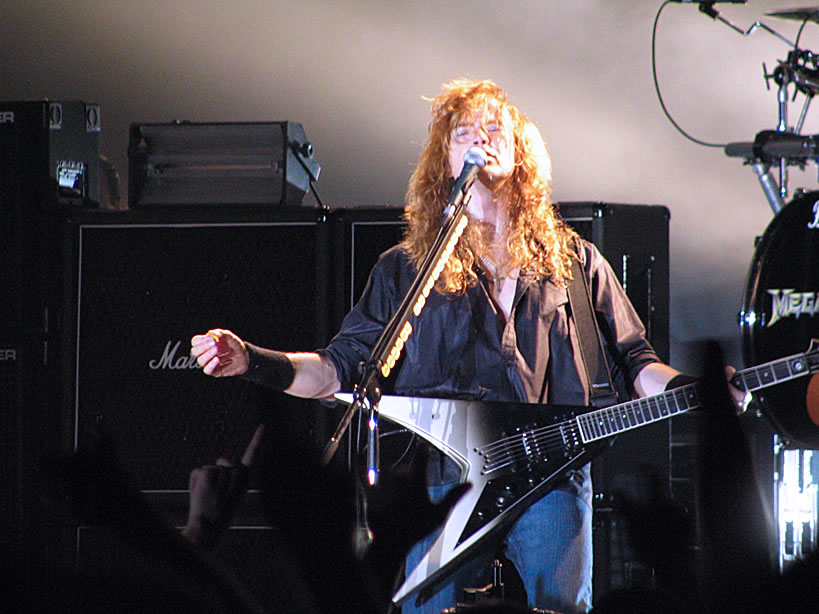
메탈리카의 전 멤버인 메가데스의 데이브 머스테인

울리히는 Ron Quintana라는 친구와 이야기를 나누며 밴드 이름을 논하던 중 Quintana가 ‘메탈매니아’와 ‘메탈리카’를 제안했고 울리히는 ‘메탈리카’를 선택했다. 그리고 ‘The Recycler’지에 리드 기타리스트를 찾는다는 두 번째 구인광고를 냈고, 데이브 머스테인이 회신을 했다. 울리히와 헷필드는 후에 머스테인에게 고가의 기타장비가 많이 있어서 그를 영입했다고 전했다. 1982년 초, 메탈리카는 첫 노래인 〈Hit the Lights〉를 녹음했고, 같은 해 6월 14일 발매된 컴필레이션 앨범 《Metal Massacre》에 수록되었다. 헷필드는 베이스를 연주하였고 로이 그랜트가 기타 솔로를 연주하였는데, 앨범에 ‘Mettallica’로 팀명이 잘못 실리기도 하여 이러한 오타에 화를 냈다. 메탈리카는 입소문(buzz)을 타게 되었고, 1982년 3월 14일에 애너하임의 Radio City에서 새로 영입한 베이시스트 론 맥거브니와 함께 첫 라이브를 가졌다.
1982년 가을, 울리히와 헷필드는 Whisky a Go Go라는 나이트클럽을 갔는데, Trauma라는 밴드의 베이시스트 클리프 버튼의 연주 실력에 감탄했는데, 특히 버튼이 베이스에 와와페달을 사용하여 연주했던 모습을 보고 두 사람은 버튼에게 메탈리카에 들어오지 않겠냐는 제안을 했다. 헷필드와 머스테인은 베이시스트 맥거브니가 밴드에서 나가주길 원하였고 버튼이 메탈리카에게 제안한 조건이었던 밴드의 연고지 이동으로 인해 메탈리카가 샌프란시스코로 활동지역을 옮기면서 자연스럽게 맥거브니는 탈퇴하고 버튼이 새 멤버로 들어오게 된다.
메탈리카는 1983년 3월에 The Stone이라는 나이트클럽에서 버튼과 함께 첫 라이브를 가진다. 그러던 중 공연프로모터 Johny Zazula가 메탈리카의 1982년 데모 《No Life 'til Leather》를 듣게 되었고, 여러 레코드사에 메탈리카와의 계약을 중개했으나 실패했고, 결국 자신이 직접 돈을 빌려 설립한 레이블 Megaforce Record와 메탈리카가 계약하게 되면서 첫 번째 앨범을 준비하게 된다.

#### Kill 'Em All, Ride The Lightning (1983 - 1984)
1983년 5월, 메탈리카는 뉴욕주 로체스터에서 첫 번째 정규앨범을 녹음했다. 이 때는 앨범 제목이 Metal Up Your Ass였는데, 앨범 제목을 놓고 많은 의견충돌이 있어났으나 결국 《Kill 'Em All》로 정해졌다.
멤버였던 데이브 머스테인이 평소에 마약을 하고, 알코올 중독과 더불어 난폭한 행동으로 인해 멤버들은 그를 쫓아내기로 결심하고 엑소더스의 기타리스트 커크 해밋을 새 멤버로 비밀리에 내정한 채 머스테인을 해고하였다. 머스테인은 후의 인터뷰에서 해밋을 증오하며 "그는 내 일을 뺏어갔다."라고 했고, 1985년 Metal Forces와의 인터뷰에서는 "그는 나의 기타 리프를 먹칠하였다.", "No Life 'til Leather 데모에서 내가 연주했던 리프는 사용하지도 않았다."라는 발언을 남겼다. 메탈리카의 첫 앨범 Kill 'Em All의 수록곡인 머스테인이 작곡한 〈The Four Horseman〉은 후에 메가데스의 《Killing Is My Business... and Business Is Good!》앨범에서 〈Mechanix〉라는 제목으로 다시 녹음해 수록하였다. 머스테인은 "메탈리카와는 정리했다."라고 하였고 메탈리카는 데이브에 대해 술에 만취되어 기타를 연주할 수 없다고 말했다고 밝혔다. 1983년 4월 16일 메탈리카는 뉴저지주에 있는 나이트 클럽 The Showplace에서 해밋과 함께한 첫 라이브를 가졌다.
《Kill 'Em All》은 "Megaforce" 레코드를 통해 미국과 유럽에 발매하였고 1983년 빌보드 차트에 120위로 랭크되었다. 당시에 메탈리카는 아직 언더그라운드의 밴드였고, Raven이라는 밴드의 서포터 밴드로 활동하면서 라이브를 하게 되었다. 그 후 Venom 등 여러 밴드의 서포터 밴드로 활동 하면서 공연 경력을 쌓아나갔다.
메탈리카는 두 번째 앨범 Ride the Lightning을 준비하게 되었고, 덴마크의 코펜하겐에 위치한 Sweet Silence Studio에서 녹음하였다. 1984년 8월 발매된 이 앨범은 빌보드 200 차트에서 100위에 진입하였다. 그 중 앨범 커버가 파란색이 아닌 초록색으로 프린트된 버전은 소량으로 찍어내서 현재 메탈리카의 팬들과 음반 수집가에게는 구하기 어려운 수집품이다. 수록곡은 〈For Whom the Bell Tolls〉, 〈Creeping Death〉(성경의 출애굽기를 모티브로 한 곡), 〈Ride the Lightning〉, 연주곡인 〈The Call of Ktulu〉등이 있으며, 〈Ride the Lightning〉과 〈The Call of Ktulu〉는 메탈리카 앨범에서 마지막으로 수록된 머스테인의 참여작이다.

#### Master Of Puppets, 클리프 버튼의 사망 (1984 - 1987)
메이저 레이블인 Elektra Records의 Michael Alago와 Q-Prime 매니지먼트의 Cliff Burnstein은 1984년 메탈리카의 라이브 공연을 본 뒤 그 들에게 관심을 보이며 계약을 제의했고, 양측의 계약은 곧 체결되었다. 1985년 8월 17일에는 영국의 도닝턴 파크에서 열린 〈Monsters of Rock 페스티벌〉에 본 조비, Ratt과 함께 참가했고, 캘리포니아주 오클랜드에서 열린 〈Day on the Green 페스티벌〉에 참가하는 등 유명 페스티벌에 등장했다.
1986년 3월, 메탈리카는 Sweet Silence 스튜디오에서 녹음했던 3번째 정규앨범 《Master of Puppets》를 발매하였다. 빌보드 200 차트에 29위로 랭크되면서 72주 동안 머무르게 되었다. 그 해 11월 4일에는 첫 골드 레코드를 따냈고, 2003년에는 미국 내에서만 1,600만 장이 팔린 수작이 되었다. 올뮤직의 Steve Huey는 "밴드가 대단히 큰 위업을 이루었다"라고 평가 하기도 했다. 앨범이 발매되고, 메탈리카는 오지 오스본의 미국 투어에서 서포터 밴드로 활동하게 된다. 헷필드는 스케이트보드를 타다가 넘어지면서 손목 부상을 입게 되었고, 계속된 투어에서는 노래만 할 수밖에 없었으며, 기타리스트 존 마샬이 리듬 기타를 맡아 연주했다.
메탈리카의 유럽지역 투어였던 〈Damage Inc.투어〉기간이었던 1986년 9월 27일, 멤버들은 이동 중 투어 버스 안에서의 편안한 잠자리를 정하기 위해 카드놀이를 했고, 버튼이 게임에서 이기면서 해밋의 침상을 선택하게 된다. 새벽 시간대에 스웨덴의 어느 지역을 지나던 도중 버스 기사는 갑자기 버스를 제어할 수 없게 되었고, 차량이 결국 길에서 미끄러지며 사고가 일어났다. 그리고 이 사고에서 탑승객 중 단 한 사람, 베이시스트 클리프 버튼이 사망하고 말았다. 그 후 메탈리카 멤버들은 한 동안 엄청난 충격에 빠져 있었으며 그 날 버스를 운전했던 기사에 대한 분노와 원망감으로 지내고 있었다.
버튼의 장례식이 치러진 이후 메탈리카는 새 베이시스트를 찾기위해 오디션을 했고, 해밋의 오랜 친구인 〈Primus〉의 Les Claypool을 비롯해 〈Prong〉의 Troy Gregory, 과거 〈Flotsam and Jetsam〉이라는 밴드에 있었던 제이슨 뉴스테드 등 40명이 참가했는데, 이 오디션에서 메탈리카의 정식 멤버로 뉴스테드가 발탁되었다. 그리고 캘리포니아 주에 있던 Country Club에서 뉴스테드는 메탈리카 멤버로서의 첫 라이브를 가졌다. 멤버들은 뉴스테드에게 '신고식'을 한다며 고추냉이를 먹이는 장난을 하기도 했다.
1987년 초, 메탈리카는 투어를 끝마쳤다. 그리고 3월에는 헷필드가 스케이트보드를 타던 중 또 넘어지는 바람에 두 번째 손목 부상을 입게 되었고, 출연 예정이었던 Saturday Night Live에 출연하지 못했다. 같은 해 8월에는 커버 EP 《The $5.98 E.P.: Garage Days Re-Revisited》를 발매했다. 녹음은 새로 지은 스튜디오를 활용했으며, 뉴스테드는 참여하지 못했다. 또 그 해에 발매된 《Cliff 'Em All》이라는 제목의 비디오는 버튼을 추모하는 의미를 담고 있으며, 베이스 솔로, 홈 비디오, 사진 등 메탈리카에서 버튼의 3년 동안의 활약상이 담겨 있다.

#### ...And Justice for All, Black Album (1988 - 1993)

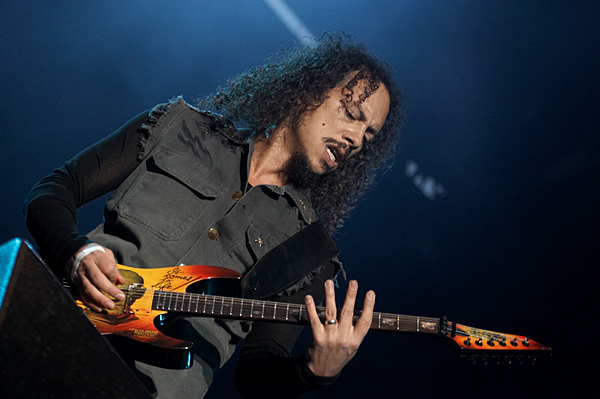
2007년도 커크 해밋

1988년에 발매한 네 번째 앨범 《...And Justice for All》은 메탈리카가 버튼의 사망 후 제작한 첫 정규 앨범이며, 빌보드 200에서 6위를 차지하며 밴드가 처음으로 10위권에 든 앨범이기도 하다. 하지만 사운드에선 베이스 소리가 거의 들리지 않을 정도로 볼륨을 줄이는 등 앨범의 참여 부분에서는 제이슨을 소위 '왕따' 취급하였다(음악적 작업에서도 무시를 당한 채 〈blackened〉 한 곡만 참여). 메탈리카는 앨범 발매 후 〈Damaged Justice 투어〉를 진행하며 앨범홍보를 시작하였다. 수록곡 중에서는 〈One〉의 뮤직비디오가 제작되었고, 1989년에는 처음으로 그래미 시상식에서 신설된 ‘최고 하드 록/메탈 퍼포먼스 보컬, 연주’ 부문에서 《...And Justice for All》앨범으로 후보에 오르게 된다. 메탈리카의 수상이 유력했지만, 같이 후보에 올랐던 밴드 제스로 툴(Jethro Tull)이 《Crest of a Knave》앨범으로 수상하면서 이변을 낳기도 했다.
1990년부터 다섯 번째 앨범 작업에 돌입했는데, 그 동안 계속 프로듀싱을 담당했던 Flemming Larsen과 결별하고, 에어로스미스, 머틀리 크루, 본 조비 등의 뮤지션 앨범 프로듀싱을 맡았던 밥 록을 고용했다. 밥 록은 원초적이기보다는 대중적이고 상업성을 중시하는 프로듀서였다. 1991년 ‘블랙앨범’이라고도 부르는 다섯 번째 정규앨범 《Metallica》를 발매하면서 밴드는 빌보드 200차트에서 1위에 올랐고 앨범도 3,500만장의 판매고를 올리게 된다. 그리고 이 다섯 번째 앨범 작업 모습과 메탈리카가 투어를 진행하는 모습을 담은 《A Year and a Half in the Life of Metallica》라는 영상을 제작했다. 얼마 후 밴드는 영국, 미국, 일본 등지에서 열린 14개월간의 〈Wherever We May Roam 투어〉를 진행했다.
1992년 4월에는 영국의 웸블리 스타디움에서 개최된 〈프레디 머큐리 트리뷰트 콘서트〉에 참가해 자신들의 곡 3곡을 연주하고 제임스 헷필드는 퀸의 멤버들과 기타리스트 토니 아이오미와 함께 〈Stone Cold Crazy〉를 불렀다. 같은 해 8월에는 건스 앤 로지스와 함께 〈건스 앤 로지스/메탈리카 스타디움 투어〉를 진행했는데, 헷필드가 〈Fade to Black〉인트로를 연주하던 중 무대에 새로 설치된 점화장치의 위치를 파악하지 못한 채 무대에서 걸어가다가 올라온 불꽃에 맞는 바람에 얼굴, 손, 다리, 팔에 3도 화상을 입게 되어 기타를 치기 힘들어지자 또 다시 노래만 불렀고 리듬기타 역시 기타리스트 존 마샬이 다시 한번 연주하게 되었다. 1993년 말, 메탈리카는 〈Nowhere Else to Roam 투어〉를 떠났고, 멕시코 시티에서 5차례 공연을 가졌다. 같은해 11월에는 공연 실황과 영상, 기념품 등이 담긴 《Live Shit : Binge & Purge》라는 첫 라이브 박스세트를 발매한다.

#### Load, Reload, 제이슨의 탈퇴 (1995 - 2001)
1994년부터 메탈리카는 또 다시 다른 앨범을 제작하는데 《Load》와 《Reload》를 발매한다. 원래 두 앨범은 더블앨범으로 발매하려 했지만, 수익과 이윤을 극대화하기 위해 분리하여 발매를 하였다. 《Load》는 1996년에 발매되었는데 여기서부터 메탈리카는 논란과 기존 팬들과의 결별이 시작되었다. 전체적으로 머리스타일이 장발에서 단발로 커트 하였고 스래시/헤비 메탈을 추구했던 그들은 하드락 얼티너티브의 사운드와 비슷하게 그전의 메탈리카와 전혀 다른 사운드로 바꿨다. 세간의 논란이 된 채 그들은 빌보드 차트에서 1위를 차지하였고 싱글 〈Until It Sleeps〉도 1위를 차지하였다. 바로 1997년 11월 《Reload》를 발매되었는데 이 앨범도 역시 1위를 하였고 그래미 어워즈에서도 또다시 수상을 거머쥐었다. 그리고 1998년 4월 24일과 25일, 대한민국 서울에서 처음으로 2차례 공연을 가졌다.

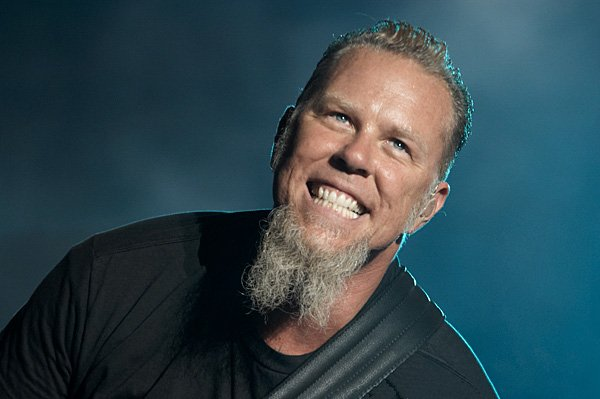
제임스 헷필드, 2007년

1999년 메탈리카는 지휘자 마이클 케이먼 대표로 샌프란시스코 심포니 오케스트라 협주단과 함께 콘서트를 연다. 《S&M(Symphony & Metallica)》라는 제목으로 앨범, DVD를 발매하였다. 2000년 미션 임파서블 2 OST 수록곡인 〈I Disappear〉를 불렀었고 잠시 공백기를 가지게 되는 도중인 2001년 1월 17일에 1987년부터 2001년까지 14년을 머물렀던 베이시스트 제이슨 뉴스테드가 탈퇴를 하게 된다. 그 이유는 여러 가지 사안이 있겠지만 죽은 클리프의 그늘 아래서 밴드 생활을 하고, 팬들과 메탈리카 멤버에게 따가운 시선이 주된 원인이었다. 그에게 곡 작업할 기회를 주지 않는 등 밴드 내에서 차별이 심했다고 밝혔다.(제임스에게 프로젝트를 기획해도 되냐고 하자 제임스는 "그럴거면 당장 밴드에서 떠나라!"라고 하였다) 술집에서 제이슨을 혼자 놔두고 가고, 고추냉이를 장난인 것처럼 마구 먹이는 등 여러 가지 스트레스로 밴드를 떠났다고 한다.
그리고 인터넷 MP3 다운로드 사이트 냅스터를 고소하였다. 불법 다운로드를 했다는 것이 주된 원인이었는데, 여기서 림프 비즈킷의 프레드 더스트와 충돌을 하게 되고 팬들의 비난을 샀다. 결국 메탈리카는 엎친데 덮친 격 법정에서 패소까지 하게 되자 더욱 비난이 심해졌다.

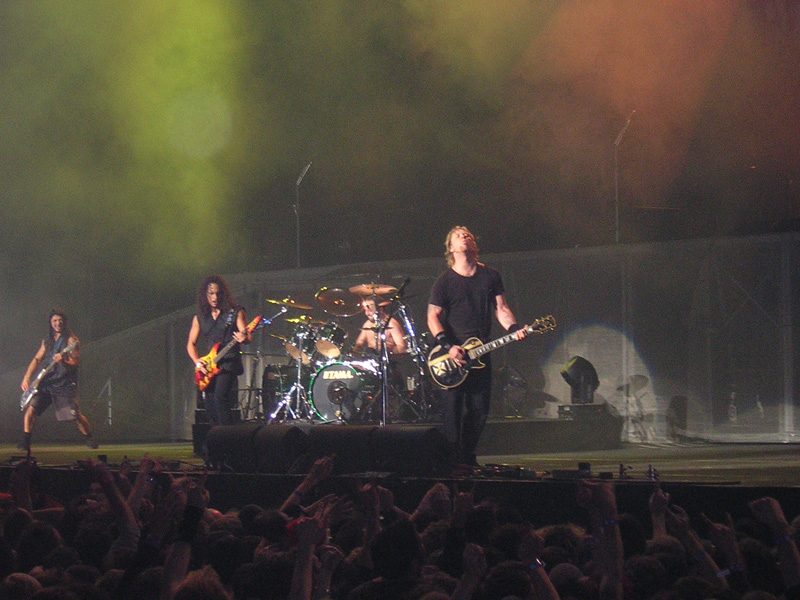
2003년도 런던 메탈리카

#### St. Anger & Death Magenetic (2003 - 2011)
그리고 다시 3인조가 된 메탈리카는 공백기를 가지는데 여기서 제임스의 알코올 중독으로 3개월 동안 재활원에서 치료를 받게 된다. 그리고 다음 앨범을 서서히 작업하기 시작하는데 베이시스트를 당장 구할 수 없어 다음 신작앨범의 베이스 파트는 프로듀서인 밥 록이 대타로 연주하였다. 그리고 2003년 4월 베이스 오디션에서 경쟁자들을 물리치고 로버트 트루히요가 최종 합격된 후 정식으로 멤버가 되었다. 멤버들은 클리프가 지금 시험을 본다고 해도 살아남지 못할 정도로 엄청난 역량을 가지고 있다라고 자평하였다.
그리고 6년 만에 2003년 6월 《St. Anger》를 발매 하게 되는데 이 앨범도 엄청난 논란이 일어났다 원초적인 헤비메탈 사운드로 돌아서긴 하였으나 전체적인 루즈한 러닝타임과 더불어 가장 중요한 메탈리카의 핵심이라고 볼 수 있는 기타 솔로가 이 앨범에서 찾아볼 수 없다는 것이다. (Some Kind Of Monster DVD에서 커크가 이 사운드에서 기타 솔로가 들어간 것이 맞지 않다고 판단하여 제외하자고 제안을 하였다.) 어쨌든 이 곡도 빌보드 200에서 1위를 하였지만 논란은 여전하였다. 전 베이시스트 제이슨 뉴스테드는 "이 앨범은 한정판 DVD가 들어있지 않다면 팔리지 않았을 것"이라고 발언을 하기도 하였다. MTV Icon에 선정되고 그래미 어워즈에서 수상을 하는 등 여전히 건재함을 보여주었다. 그리고 2003년엔 DVD를 발매하였는데 Some Kind Of Monster 판매하였다. 주 내용은 메탈리카의 최대 위기와 극복과정 그리고 《St. Anger》 앨범을 만들기까지의 과정(2000 ~ 2003)을 담아내고 있다. 여기서 《St. Anger》 만들기까지의 과정들과 제이슨 뉴스테드, 데이브 머스테인의 심경이 담겨 있다.

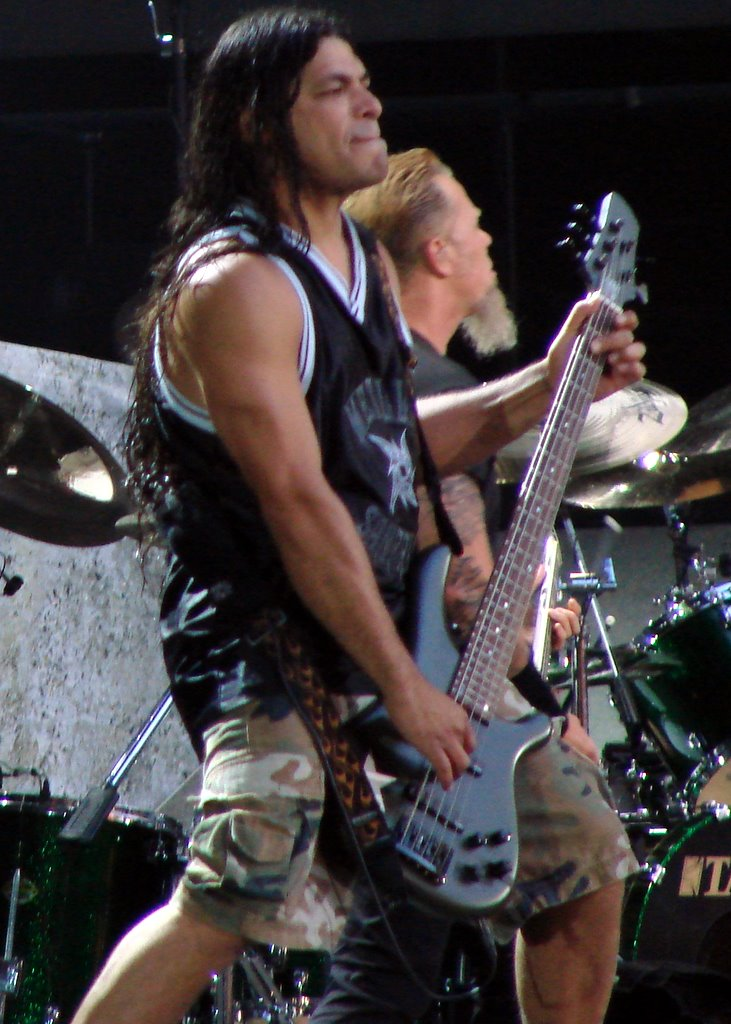
2008년 웸블리 경기장 공연중 로버트 트루히요

그리고 2004년까지 세계 투어를 하였고, 2006년 8월 15일 두 번째로 메탈리카가 대한민국 서울에서 공연을 하였다. 그 후 간간히 투어를 돌다가 다음 차기 앨범을 준비하는데 일단 13년간 함께했던 밥록과 결별하고, 릭 루빈과 손을 잡게 된다. 주된 내용은 일단 완전한 스래시 메탈로의 복귀 80년대 스타일식 곡 전개, 기타 솔로 재개 등 팬들의 기대를 한껏 높였다. 그리고 2008년 9월 12일 그들의 9번째 앨범 《Death Magnetic》 이 발매되었다. 빌보드 200에서도 역시 1위를 차지하였고 싱글 〈The Day That Never Comes〉도 메인스트림 록차트에서 10주 동안 1위를 차지하였다. 전체적으로 앨범의 긍정적인 평가와 더불어서 성공적인 회귀라는 평을 받았다. 2008년 9월 11일에 발매된 이후 미국 내에서만 200만 장을 갈아 치우고, 세계적으로 400만 장을 팔아치우고 있다.

## 구성원
- 제임스 헷필드(James Hetfield) (리듬 기타, 보컬, 1981년 ~ 현재)
- 커크 해밋(Kirk Hammett) (리드 기타, 백그라운드 보컬, 1983년 ~ 현재)
- 로버트 트루히요(Robert Trujillo) (베이스 기타, 백그라운드 보컬, 2003년 ~ 현재)
- 라스 울리히(Lars Ulrich) (드럼, 타악기, 1981년 ~ 현재)

### 이전 멤버
- 제이슨 뉴스테드(Jason Newstead) (베이스 기타, 백그라운드 보컬, 1986년 ~ 2001년)
- 클리프 버튼(Cliff Burton) (베이스 기타, 백그라운드 보컬, 1982년 ~ 1986년)
- 데이브 머스테인(Dave Mustaine) (리드 기타, 백그라운드 보컬, 1982년 ~ 1983년)
- 론 맥거브니(Ron McGovney) (베이스 기타, 1982년)

### 수상 경력
그래미 어워즈
(참고 : 1989년을 예로 들면 기록은 1989년이지만 시상식은 1990년 초에 열림)
- 1989: 최고의 메탈 퍼포먼스 상 – "One"
- 1990: 최고의 메탈 퍼포먼스 상 – "Stone Cold Crazy"
- 1991: 최고의 메탈 퍼포먼스 상 – Metallica
- 1998: 최고의 메탈 퍼포먼스 상 – "Better than You"
- 1999: 최고의 하드 록 퍼포먼스 상 – "Whiskey in the Jar"
- 2000: 최고의 록 반주 퍼포먼스 상 – "The Call of Ktulu" with Michael Kamen and the San Francisco Symphony
- 2003: 최고의 메탈 퍼포먼스 상 – "St. Anger"
- 2008: 최고의 메탈 연주상 - "My Apocalypse"
- 2008: 최고의 음반 패키지상 - "Death Magnetic"

MTV 비디오 어워즈:
- 1992: 최고의 메탈 뮤직 비디오 – "Enter Sandman"
- 1996: 최고의 메탈 뮤직 비디오 – "Until It Sleeps"

아메리칸 뮤직 어워즈:
- 1996: 인상깊은 아티스트: 헤비메탈/하드 록부문: Metallica – Load
- 1996: 인상깊은 메탈/하드 록음악 – "Until It Sleeps"

빌보드 뮤직 어워즈:
- 1997: 빌보드 올해의 락앤롤 아티스트 – Metallica (RIAA 다이아몬드: 1000만 장 이상 판매 인증)
- 1999: 올해의 아티스트 – Metallica
- 1999: 올해의 앨범 – Metallica

Kerrang! 어워즈:
- 2003: 명예의 전당 – Metallica
- 2003: 베스트 인터내셔널 밴드 - Metallica
- 2004: 지구상의 최고의 밴드 - Metallica
- 2008: 영감 상 - Metallica
- 2009: 베스트 앨범 - Death Magnetic

## 음반 목록

### 정규 음반
- Kill 'Em All (1983)
- Ride the Lightning (1984)
- Master of Puppets (1986)
- ...And Justice For All (1988)
- Metallica (1991)
- Load (1996)
- ReLoad (1997)
- St. Anger (2003)
- Death Magnetic (2008)
- Hardwired...to Self-Destruct (2016)
- 72 Seasons (2023)

### 라이브 음반
- Live Shit：Binge & Perge (1993)
- S&M (1999)
- Français Pour Une Nuit (2009)
- Orgullo, Pasión y Gloria: Tres Noches en la Ciudad de México (2009)
- The Big Four: Live from Sofia, Bulgaria (2010)

### 커버 음반
- Garage Inc. (1998)

### 콜라보레이션 음반
- Lulu (2011)

### 사운드트랙 음반
- Metallica: Through the Never (2013)

### EP 음반
- The $5.98 E.P.: Garage Days Re-Revisited (1987)
- Some Kind of Monster (2004)
- Six Feet Down Under (2010)
- Six Feet Down Under (Part II) (2010)
- Live at Grimey's (2010)
- Beyond Magnetic (2011)

### 박스 세트
- The Good, the Bad & the Live (1990)
- Limited-Edition Vinyl Box Set (2004)
- The Metallica Collection (2009)

## 같이 보기
- 가장 많은 음반을 판 음악가 목록
- 로큰롤 명예의 전당 헌액자 목록